# غوستاف هامبرت
غوستاف هامبرت (بالألمانية: Gustav Humbert)‏ هو مهندس ميكانيك ألماني، ولد في 1950 في تسيله في ألمانيا.

## وصلات خارجية
- غوستاف هامبرت على موقع مونزينجر (الألمانية)